# Aeródromo Nacional de Aviação
O Aeródromo Nacional de Aviação é um aeroporto brasileiro localizado no município de Goiânia, em Goiás. Situa-se a 14 km de distância do centro e é dedicado à aviação geral. Neste aeroporto funcionam várias empresas de locação, manutenção e venda de peças e serviços aeronáuticos. É conhecido também como "Escolinha" e "Aeródromo Brigadeiro Eppinghaus". Sua operação é diurna por aproximação visual, não conta com voos comerciais e o movimento se baseia em aviões de pequeno porte (aviação geral) e helicópteros. Possui mais de 100 hangares.
Também funcionam no local uma escola de aviação, escola de paraquedismo e oficinas de manutenção e pintura de aviões e helicópteros, sendo uma referência no Centro-Oeste. É administrado pela Agetop, que é dona das pistas de decolagem, e por um condomínio, chamado de Escolinha SWMV, que cuida de todo o resto . Ocorrem cerca de oitocentos pousos e decolagens e a manutenção de cerca de setenta aviões por mês, por meio de vinte e oito empresas de manutenção.
Sua pista é asfaltada com 1 100 metros de comprimento por 20 m de largura, a 825 metros de altitude
Suas coordenadas geográficas são Latitude - 16° 37′ 41″S – Longitude - 49° 20′ 44″ W.
Desde novembro de 2018 o aeródromo opera utilizando Serviço de Informação de Voo de Aeródromo (AFIS), e obteve mudança em sua designação ICAO de SWNV para SBNV.